# Glacier Gilbert
Le glacier Gilbert est  un glacier d'environ 37 km de long s'épanchant vers le sud depuis le névé Nichols (en) vers le piémont de glace Mozart (en), dans la partie septentrionale de l'île Alexandre-Ier, en Antarctique.
Il est photographié depuis les airs et cartographié par D. Searle du Falkland Islands Dependencies Survey d'après des photographies aériennes prises pendant l'expédition Ronne (1947–48)
Le glacier est nommé par l'UK Antarctic Place-Names Committee d'après le librettiste britannique Sir William S. Gilbert en association avec le glacier Sullivan.